# 1. Hadsereg (Osztrák–Magyar Monarchia)
Az 1. Hadsereg ( németül: k.u.k. 1. Armee) az I. világháború idején az Ausztria-Magyarország szárazföldi erőinél tábori hadsereg szintű parancsnokság volt. A hadsereg 1914–1915-ben Galíciában és Oroszországban harcolt, majd 1916 nyarán rövid időre feloszlatták. Nem sokkal ezután megreformálták, és a következő két évben a román frontra küldték. Az 1. hadsereget 1918 áprilisában, súlyos veszteségei miatt, valamint Románia kapitulációja miatt leszerelték.

## Történelem
Az 1. hadsereg 1914-ben alakult meg Ausztria-Magyarország mozgósítása keretében, miután hadüzenetet küldött Szerbiának és Oroszországnak, végrehajtva a háború előtti, hat tábori hadsereg megalakítására vonatkozó terveket.  Mint minden osztrák-magyar tábori hadsereg, ez is egy főhadiszállásból és több hadtestből, valamint néhány független egységből állt.  Az 1. hadsereg Viktor Dankl von Krasnik lovassági tábornok parancsnoksága alá került, és a krakkói, presburgi és przemyśli származású I., V. és X. hadtestből állt.  Parancsnoksága alatt az 1. hadsereg alakulatai Galícia védelme során adták az első világháború első osztrák-magyar győzelmét az orosz 4. hadsereg legyőzésével az 1914. augusztus 23–25- i kraszniki csatában . A front más részein kialakult kritikus helyzet miatt azonban Dankl kénytelen volt délre vonulni a Dunajec folyó mentén, a Krakkótól északra fekvő területre. 1914 telén az 1. hadsereg részt vett az orosz lengyelországi Visztula folyó csatájában, elérve Ivangorodot .  1915 májusában Krasnik tábornokot áthelyezték az Olasz Frontra .  Néhány hónapig Karl Kirchbach von Lauterbach lovassági tábornok váltotta fel, mielőtt az 1. hadsereg parancsnokságát Paul Puhallo von Brlog tüzérségi tábornok kapta.   Az 1. hadsereg nem vett részt a Gorlice–Tarnów offenzívában, ezalatt Volodimir-Volinszkijban maradt. 

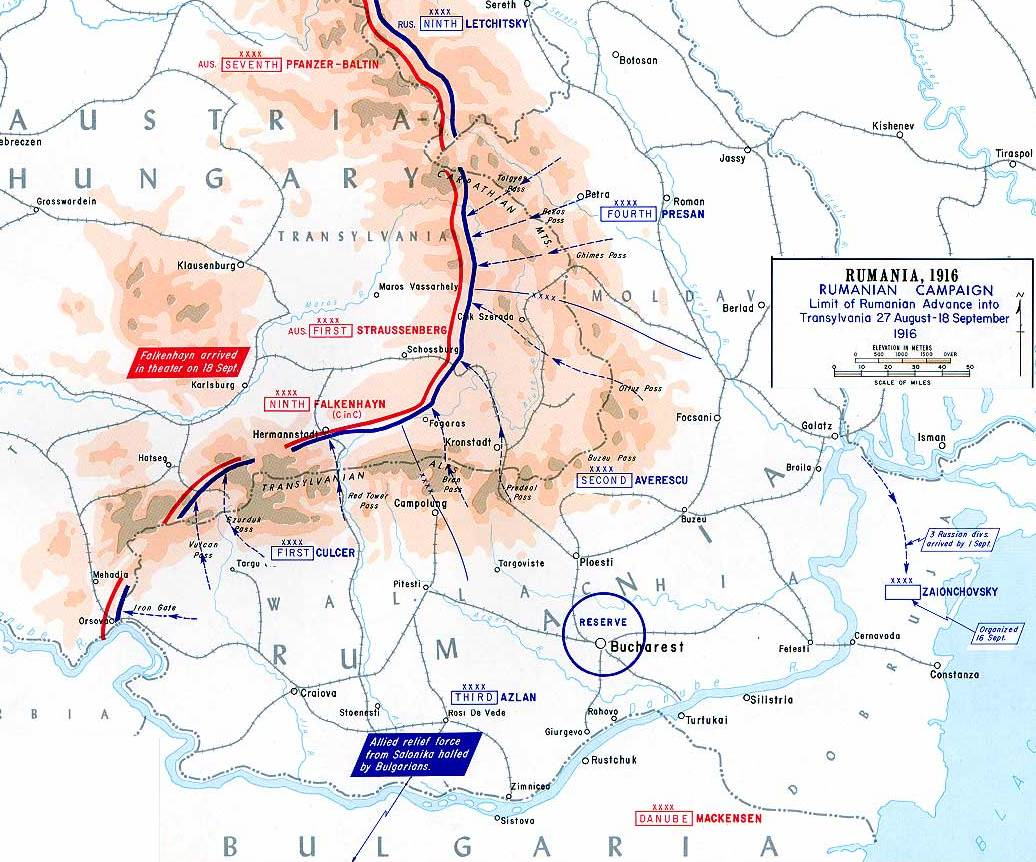
Az 1. hadsereg állása Erdélyben a román invázió idején, 1916. augusztus

A hadművelet után a Puhallo vezetése alatt álló 1. hadsereg elfoglalta a Sandomierz és Tarlo-Jozefow hídfőket, amelyeket 1916 első felében a Böhm-Ermolli-hadseregcsoport részeként jelöltek ki. A Bug folyó vidékére helyezték át, és a Linsingen-Hadseregcsoport része volt, August von Mackensen általános parancsnoksága alatt.   1916 nyarán Puhallo és az 1. hadsereg kénytelen volt visszavonulni a Bruszilov-offenzíva során.  Augusztusban azonban ismét megalakult az 1. hadsereg, ezúttal Arthur Arz von Straussenburg (Arz Artúr) gyalogsági tábornok vezetésével . Ugyanebben a hónapban Románia is belépett a háborúba, és az Arz által megreformált 1. hadseregnek augusztus 28-án sikerült visszatartania egy román betörést Erdélybe annak ellenére, hogy hatalmas túlerővel nézett szembe. A következő hónapokban folytatta a harcot a német 9. hadsereggel, valamint a bolgár és oszmán csapatokkal közösen, miközben a központi hatalmak behatoltak Romániába, és elfoglalták annak nagy részét. Ez idő alatt Karl főherceg hadseregcsoportjának volt alárendelve. Amikor a főherceg novemberben I. Károly osztrák-magyar császár-király lett, Arzot nevezte ki Franz Conrad von Hötzendorf helyére a vezérkari főnök posztra. 
Ennek eredményeként 1917 februárjában Dentai Rohr Ferenc vezérezredes lett az 1. hadsereg új parancsnoka. A hadsereg az év nagy részében Romániában tartózkodott, és részt vett a folyamatos, József főhercegnek alárendelt román erők elleni harcban,   beleértve a harmadik oituzi csatát is. Az 1917 nyarán Oituznál az 1. hadsereg jelentős veszteségeket szenvedett, és csak 2-6 kilométert nyomult előre.   1918 februárjában a Kövess-Hadseregcsoport alárendeltségébe került.  Az osztrák-magyar veszteségek rendkívül magasak voltak a keleti fronton, és a veszteséget szenvedett 1. hadsereget 1918. április 15-én fel kellett oszlatni, mivel közeledett a Romániával kötött békeszerződés megkötése. 

## Formáció
Az 1914. augusztusi mozgósításkor az 1. hadsereg három hadtestből, három hadosztályból és néhány kisebb egységből állt a hadsereg főhadiszállásának közvetlen parancsnoksága alatt.  
| Az 1. hadsereg megszervezése 1914 augusztusában | Az 1. hadsereg megszervezése 1914 augusztusában | Az 1. hadsereg megszervezése 1914 augusztusában |
| Hadsereg                                        | Hadtest                                         | Hadosztály                                      |
| ----------------------------------------------- | ----------------------------------------------- | ----------------------------------------------- |
| 1. hadsereg                                     | I. hadtest                                      | 5. gyaloghadosztály                             |
| 1. hadsereg                                     | I. hadtest                                      | 46. Landwehr gyaloghadosztály                   |
| 1. hadsereg                                     | V. hadtest                                      | 14. gyaloghadosztály                            |
| 1. hadsereg                                     | V. hadtest                                      | 33. gyaloghadosztály                            |
| 1. hadsereg                                     | V. hadtest                                      | 37. Honvéd Gyaloghadosztály                     |
| 1. hadsereg                                     | X hadtest                                       | 2. gyalogos hadosztály                          |
| 1. hadsereg                                     | X hadtest                                       | 24. gyaloghadosztály                            |
| 1. hadsereg                                     | X hadtest                                       | 45. Landwehr gyaloghadosztály                   |
| 1. hadsereg                                     | (Független)                                     | 12. gyaloghadosztály                            |
| 1. hadsereg                                     | (Független)                                     | 3. lovashadosztály                              |
| 1. hadsereg                                     | (Független)                                     | 9. lovashadosztály                              |

## Harcrend 1916 októberében
Az 1. hadsereg a következő alakulatokból állt Romániában 1916. október végén.  
- XXI hadtest
- VI. hadtest
- Stein csoport
  - 71. gyaloghadosztály
  - 1. lovashadosztály
  - 8. bajor tartalék hadosztály

## Csatarend a harmadik oituzi csatában
1917 júliusára a romániában állomásozó 1. hadsereg a következőkből állt:  
- Gerok-csoport
  - VIII hadtest
    - 70. gyaloghadosztály
    - 71. gyaloghadosztály
    - 117. német gyaloghadosztály
    - 7. lovashadosztály
    - 8. lovashadosztály
- VI. hadtest
- Liposcék-csoport

## Parancsnokok
Az 1. hadsereg 1918-as leszereléséig a következő parancsnokokkal rendelkezett.  
| Hivatalba lépés    | Rang                | Név                           |
| ------------------ | ------------------- | ----------------------------- |
| 1914 augusztus     | lovassági tábornok  | Viktor Dankl von Krasnik      |
| 1915. május 23     | lovassági tábornok  | Karl Kirchbach auf Lauterbach |
| 1915. június 10    | tüzérségi tábornok  | Paul Puhallo von Brlog        |
| 1916. augusztus 16 | gyalogsági tábornok | Arz Artúr                     |
| 1917. február      | vezérezredes        | Dentai Rohr Ferenc            |

## Vezérkari főnökök
Az 1. hadsereg 1918-as leszereléséig a következő vezérkari főnökökkel rendelkezett.  
| Hivatalba lépés    | Rang           | Név                             |
| ------------------ | -------------- | ------------------------------- |
| 1914 augusztus     | Dandártábornok | Alfred Kochanovsky von Korwinau |
| 1916. április      | Dandártábornok | Hermann Sallagar                |
| 1916. augusztus 16 | Ezredes        | Székelyföldi Huber József       |

## Könyvek
- Barrett, Michael B.. Prelude to Blitzkrieg: The 1916 Austro-German Campaign in Romania. Indiana University Press (2013). ISBN 978-0253008657
- DiNardo, Richard L.. Breakthrough: The Gorlice-Tarnow Campaign, 1915. Praeger (2010). ISBN 978-0275991104